# Jean-Charles Desvergnes
Charles Desvergnes fue un escultor francés nacido el 18 de agosto de 1860 en Bellegarde (Loiret) y fallecido en 1929 en Meudon.

## Biografía

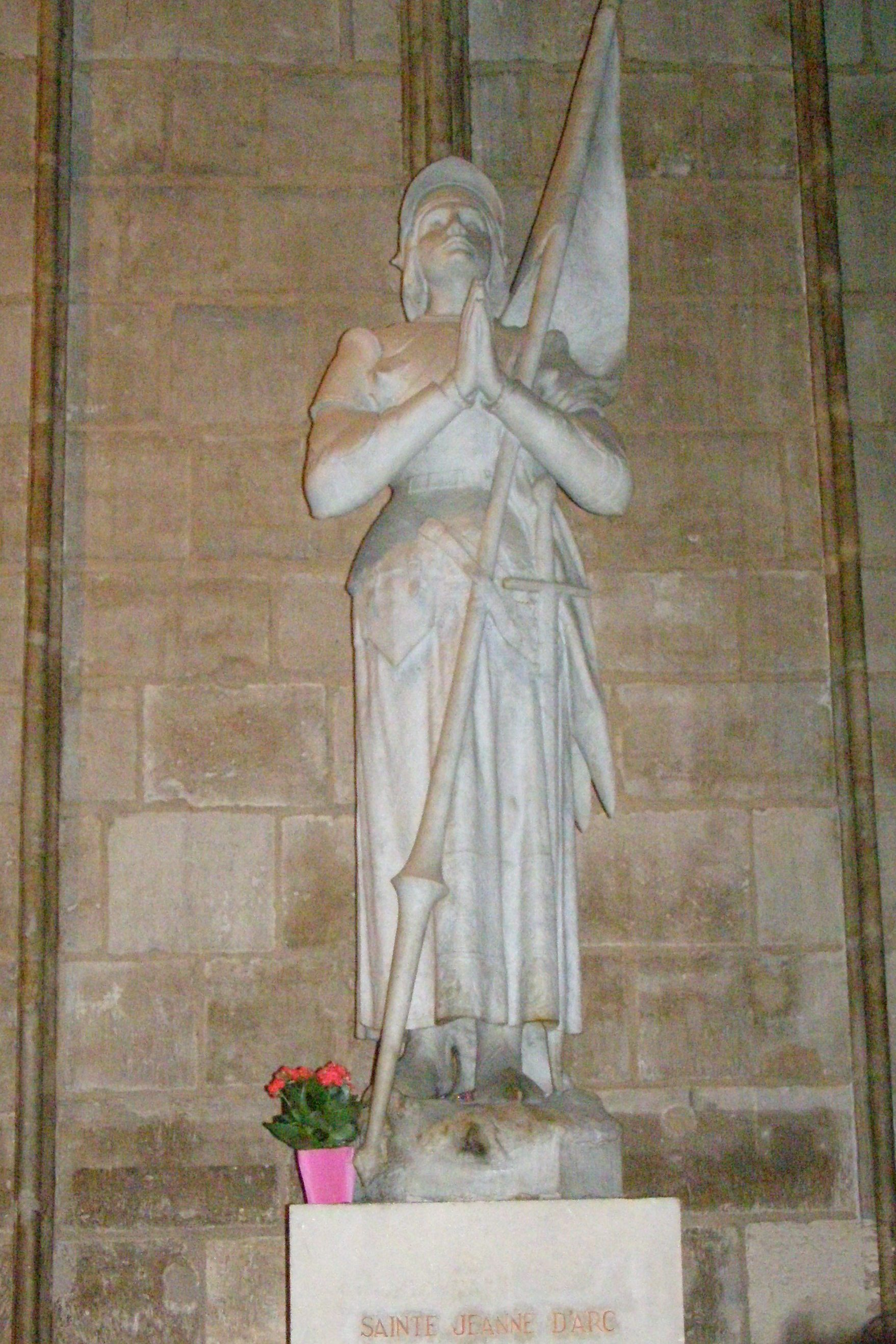
Escultura de Juana de Arco, en Notre Dame de París.

Jean-Charles había nacido en un entorno de artesanos, su padre era panadero. Para ayudar en la panadería familiar, el joven Charles hizo su primer tema: la masa entre sus dedos toma las formas de flores, pájaros y formas humanas.
Con estas primeras obras, fue observado por el escudero local , Charles Galopin que, buscaba jóvenes talentos y le presenta al escultor parisino Chapu.
A los 15 años, pasó el examen de ingreso a la Escuela de Bellas Artes en París, donde fue recibido en primer lugar. El Consejo General de Loiret y su ciudad natal financian sus años de estudio y alojamiento, a través de un patronato católico. Ganó numerosos premios.
De conformidad con la práctica de la época, el joven fue a Roma obteniendo el Premio de 1879. Por último, obtuvo el segundo premio en 1887. En 1889 recibió el Primer Premio de Roma de escultura con su alto relieve, el regreso del hijo pródigo.  Charles Desvergne pudo así integrarse en la Villa Médicis en Roma, donde estudió escultura durante cinco años.
Al regresar a París, se estableció en la rue de Vaugirard, y participó en varios concursos para la decoración de los edificios públicos, encargados por el estado, los municipios y los obispados: frontones del Petit Palais, monumentos privados o colectivos, decoraciones de altares. En 1898 realizó el monumento conmemorativo de la batalla de Aydes de Bannier suburbio de Orleáns, que fue inaugurado el 7 de mayo de 1899.
En 1902 , el monumento de Melun le valió la Legión de Honor. Construyó junto a muchas obras conmemorativas: los homenajes a Juan Meung (Meung-sur-Loire) y el del Dr. Duchenne (París y Boulogne) siguen siendo los más conocidos.
La fama le llegó, sin embargo, a partir de sus diversas Juana de Arco, el primer modelo fue un éxito, respaldada por un acuerdo comercial con la editorial de Marcel Brown de Orleans.
Luego abrió un taller en las alturas de Meudon, rodeado por el personal y los trabajadores.
La Primera Guerra Mundial y sus trágicas matanzas le llevó a proponer, de nuevo gracias al editor Brown, varios modelos de los monumentos a los muertos, disponible en todos los tamaños y materiales, para dentro o fuera de la iglesia, con o sin Juana de Arco. El último gran encargo, el monumento de expiación para la catedral de Beauvais, fue completado por el taller después de la muerte del maestro.
Charles Desvergne trabajó a lo largo de su carrera varios temas: bustos, estatuas, fuentes, y también  jarrones, monumentos y, sobre todo, Juanas de Arco, de las que realizó docenas.
En el apogeo de su fama, ofreció a Bellegarde, su ciudad natal, una colección de esculturas que fue inaugurada en 1912 y ahora está situada en el Pavillon d'Antin de la ciudad.
Fallece en 1928.

## Posteridad
Ha donado su nombre a una calle de Meudon en los Hauts-de-Seine.